# Districtul Bel Air
Bel Air este un district  în Seychelles, situat pe insula Mahé.